# Saint-Césaire (Quebec)
Saint-Césaire é uma cidade localizada na província de Quebec no Canadá.